# Victorio de Aquitania
Victorio de Aquitania, compatriota de Próspero de Aquitania y que también trabajaba en Roma, produjo en el 457 d. C. unos Anales de Pascua, que se basó en la lista consular proporcionada por la Crónica de Próspero. Esta dependencia hizo que los estudiosos pensaran que Próspero había estado trabajando en sus propios Anales de Pascua durante bastante tiempo. De hecho, Victoro publicó su trabajo solo dos años después de la publicación final de la Crónica de Próspero.
La relación del Cursus Paschalis de Victorio se detenía en el año 457, y a partir de esa fecha dejó en blanco la columna con los nombres de los cónsules, pero su tabla continuaba hasta el año 559 d. C. o Anno Passionis 532 (en el año 532 desde la Pasión de Cristo, dado que según los cálculos de Victorio, la Pasión se habría producido en el año 28 d. C.), de ahí el nombre del documento, conocido como Cursus Paschalis annorum DXXXII (Tabla de Pascua hasta el año 532). Esta primera versión fue luego continuada por otros autores, que fueron completando los nombres de los cónsules a medida que pasaban los años.
El sistema victoriano del Cursus Paschalis fue oficializado por el sínodo de Orleans celebrado en la Galia en el año 541 y todavía estaba en uso para el trabajo histórico en Inglaterra en el año 743, cuando se creó una lista de reyes de Anglia Oriental, que tenía una fecha doble, con las eras victoriana y de Dionisio el Exiguo. Además, se usó para una carta a Carlomagno en 773, y probablemente, en su forma continua, también fue una fuente tanto para Beda (que encontró aquí que Aecio fue cónsul por tercera vez en el año 446) como para la Historia Brittonum.
Victorio también escribió un tabla de multiplicar de 98 columnas que daba (en numeración romana) el producto de cada número de 2 a 50 veces y las filas eran "una lista de números que comenzaba con mil, descendiendo en centenas a cien, luego descendiendo en decenas a diez, luego de uno en uno, y luego las fracciones hasta 1/144".